# Omoadiphas cannula
Omoadiphas cannula là một loài rắn trong họ Rắn nước. Loài này được Mccranie & Cruz-Díaz mô tả khoa học đầu tiên năm 2010.